# The Hardkiss
The Hardkiss — украинская рок-группа, появившаяся в 2011 году. Авторство всех песен группы принадлежит её участникам — Юлии Саниной и Валерию Бебко, который также выступает креативным продюсером The Hardkiss. Над образами участников группы работают стилисты Слава Чайка и Виталик Дацюк.
Лучшая рок-группа Украины 2017, 2018, 2019, 2021, 2022 года по версии YUNA.
Лучший альтернативный проект 2016, 2017 и 2018 года по версии M1 Music Awards.

## История

### 2011: Образование группы. Дебютная работа «Babylon».
Группа The Hardkiss родилась из проекта Val & Sanina. В 18 лет вокалистка группы Юлия Санина пробовала себя в журналистике и писала статью. Работая над материалом, Санина встретилась с продюсером эфира на украинском MTV Валерием Бебко. Позже они стали писать вместе музыку и в итоге создали дуэт Val & Sanina. Было записано пробное видео и пара песен на русском языке.
В попытках назвать группу наиболее удачно Санина и Бебко разослали своим друзьям в Facebook три названия (The Hardkiss, Планета пони). Ещё одно название, по признанию Юлии Саниной, она уже не помнит. После того, как друзья послушали демоверсию песни, они сказали, что в этой музыке есть что-то сладкое от поцелуя и «хардовое» в аранжировках.
11 сентября состоялась мировая премьера дебютной работы коллектива «Babylon». 17 сентября клип взял в ротацию украинский канал M1. Первый концерт группы состоялся в сентябре в клубе Serebro. 12 октября группа выпустила свой клип на песню «October», в котором композиция исполнена на фортепиано.
20 октября 2011 года группа выступает на разогреве у британского коллектива Hurts.
18 ноября в Киеве группа The Hardkiss выступает на разогреве у DJ Соланж Ноулз..
В декабре 2011 года два крупнейших музыкальных канала России — МУЗ и MTV берут в эфир клип группы The Hardkiss «Dance with me».
12 декабря 2011 года состоялась премьера клипа Dance with me. Режиссёром становится баритон-гитарист группы Валерий «Val» Бебко. Оператор: Юрий Король..

### 2012 год: «October», победа в премии YUNA

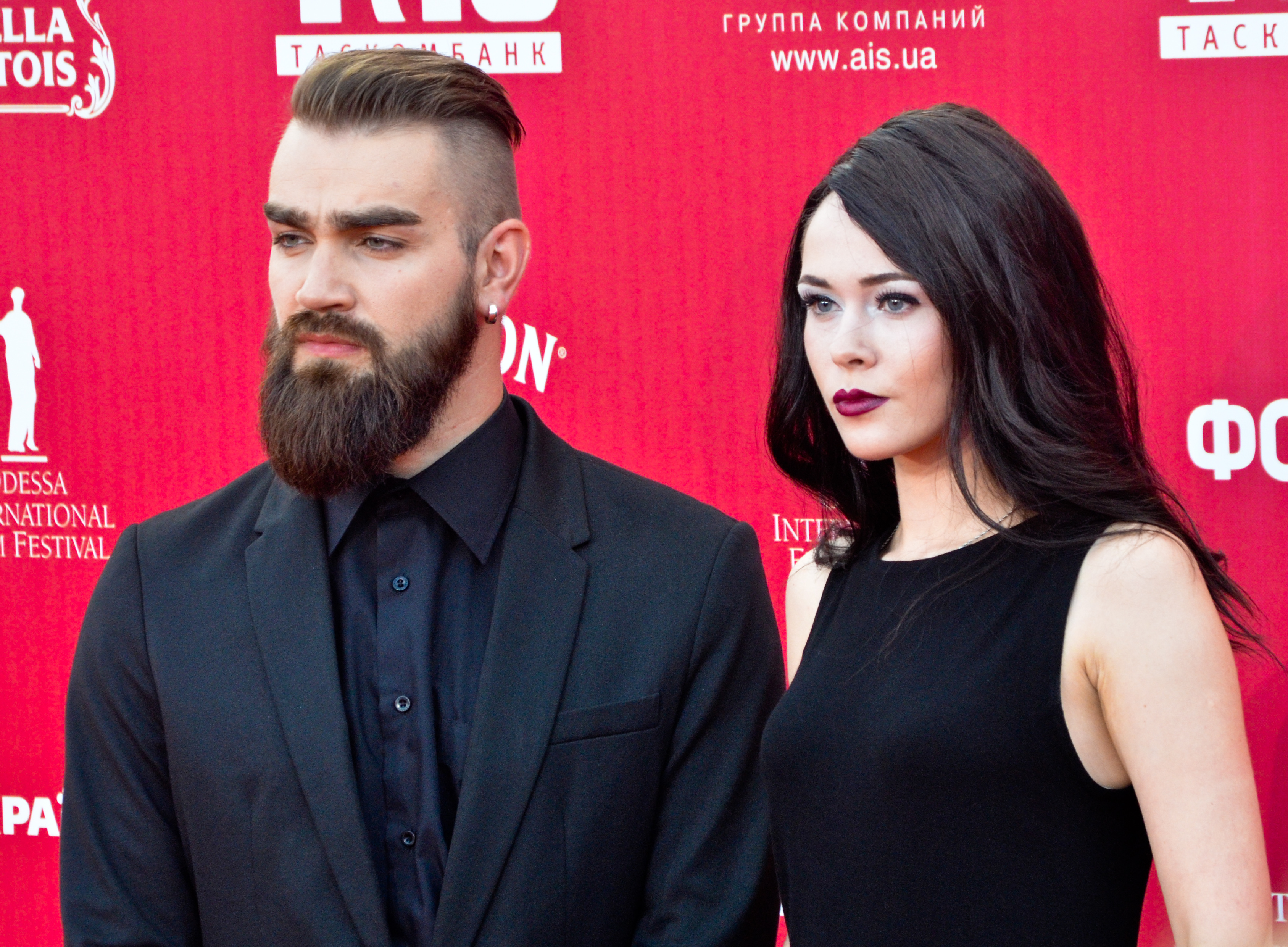
Юлия Санина и Валерий Бебко

29 января коллектив принимает участие во французском фестивале Midem.
8 февраля состоялась презентация альманаха из восьми короткометражных фильмов «Влюблённые в Киев». Над одним из фильмов («Потерянный в городе») работали участники группы «The Hardkiss»: Валерий Бебко — режиссёр, Юлия Санина — соавтор сценария.
Премьера нового клипа группы The Hardkiss на песню «Make-Up» состоялась 3 сентября. Режиссёром видео вновь выступил баритон-гитарист The Hardkiss Валерий «Val» Бебко.
17 сентября группа The Hardkiss стала номинантом премии MTV EMA (лучший украинский артист).
30 ноября группа The Hardkiss выступила на торжественной церемонии награждения лауреатов главной телевизионной премии Украины «Телетриумф», которая проходила на сцене Национального Дворца «Украина».
Группа получила специальную награду и звание «Открытие года» от Всеукраинского ежегодного конкурса «Бренд года», торжественная церемония награждения победителей которого 6 декабря проходила в Президентском Зале Официальных Приемов в Киеве.
Эксперты главной и единственной музыкальной премии Украины YUNA по итогам 2012 года номинировали группу в двух категориях — «Открытие года» и «Лучший видеоклип» («Make-Up», режиссёр Вал Бебко), в обеих она победила.

### 2013 год: Первый сольный концерт группы, выход песни «Part of Me»
10 января в студии канала М1 The Hardkiss презентовали новую песню Part of Me.17 марта видеоработа Валерия Бебко на песню «Make Up» была признана лучшей в номинации «Видеоклип» на премии YUNA.
7 апреля группа выступила в московском ТРК Vegas на вечеринке «Партийная ZONA», которая в прямом эфире транслировалась на телеканале Муз-ТВ. 6 мая в сети появился тизер на песню In Love, премьера клипа состоялась 18 мая, на первом сольном концерте группы. 8 мая состоялась премьера песни «In Love». 7 июня группа открывала музыкальную премию Муз ТВ в России.

### 2014 год: Первый студийный альбом «Stones and Honey»
29 марта The Hardkiss стали претендентами на победу в номинации «Лучшая группа» на премии YUNA. После аннексии Крыма Россией, группа отказалась от любых концертов на российской территории. На фестивале Park Live Moscow, состоявшемся 27 июня 2014 года в Москве, группа согласилась участвовать только при условии, что на афишах будет написано «Концерт відкриватиме український гурт». 9 октября 2014 года на The Big Show в Stereo Plaza был представлен первый альбом группы под названием Stones and Honey.

### 2015 год: EP «Cold Altair»
9 декабря в официальной группе Вконтакте группа презентовала свой EP «Cold Altair». 
«Doctor Thomases» — заглавная песня нового EP. Философская тема бытия скрыта в этом треке в размышлениях доктора Томасеса… Счастье человека состоит из двух вещей: вера в прекрасное и один шанс в жизни, которым нужно всегда воспользоваться" — охарактеризовала солистка группы Юлия Санина трек «Doctor Thomases» и представила выход нового EP во время эфира на радио Europa Plus Украина.
24 декабря солистка группы Юлия Санина, гитарист Роман Скоробагатько и клавишник Виталий Онискевич в киевском штабе социальной сети ВКонтакте сыграли онлайн-концерт. Это первый концерт и первое интервью после перерыва.
«Мы крайне редко играем акустику, тем более, для такого внушительного количества зрителей, находящихся в разных точках земного шара» — анонсировала ранее онлайн-концерт фронтвумен The Hardkiss Юлия Санина.

### 2016 год: Участие группы в отборе на Евровидение
26 января 2016 года было объявлено, что группа примет участие в национальном отборе Украины на Евровидение 2016 с песней «Helpless» ..
6 февраля группа в первом полуфинале отбора прошла в финал, заняв второе место. 21 февраля состоялся финал национального отбора на Евровидение 2016. По результатам судейского голосования группа заняла первое место, однако по результатам зрительского голосования лишь второе, в результате в финале отбора выиграла Джамала.

### 2017 год: Второй студийный альбом«Perfection is a lie»
7 апреля 2017 года был представлен второй альбом группы Perfection is a lie, в котором коллектив подвел итоги за последние два года творчества. В связи с этим событием был организован Perfection tour по 10 городам Украины. Юлия рассказала об этом этапе творчества и альбоме следующее:
«Эти два года мы провели очень драйвово. Пора переворачивать страницу и начинать писать новую историю. Чем мы, собственно, уже вовсю занимаемся. У нас столько идей и задумок — время музыкальных экспериментов продолжается.» 

### 2018 год: Третий студийный альбом «Залізна ластівка»
19 сентября 2018 года был представлен третий альбом под названием Залізна ластівка. Через весь альбом проходит космическая тематика. Кроме песен в альбом включены 4 стиха, автором которых является Юлия.
«Залізна ластівка» — очень правильный с точки зрения создания и концепции альбом, — рассказывает Юлия. — Он целостный, мы создали его на одном дыхании, хотя работа над пластинкой длилась около двух лет. Он очень масштабный. Кроме песен в альбоме вы услышите стихи. И это очень приятно лично для меня. Стихи я пишу с 7-ми лет. В детстве это было невероятной мечтой — выпустить свой сборник стихов. Мечты осуществляются"—рассказала солистка.
19 октября The HARDKISS провели эксклюзивное шоу в Киеве, где исполнили песни из альбома Залізна ластівка. Концерт состоялся во Дворце спорта.

Презентация альбома «Залізна ластівка». 31 октября 2018 года. Харьков
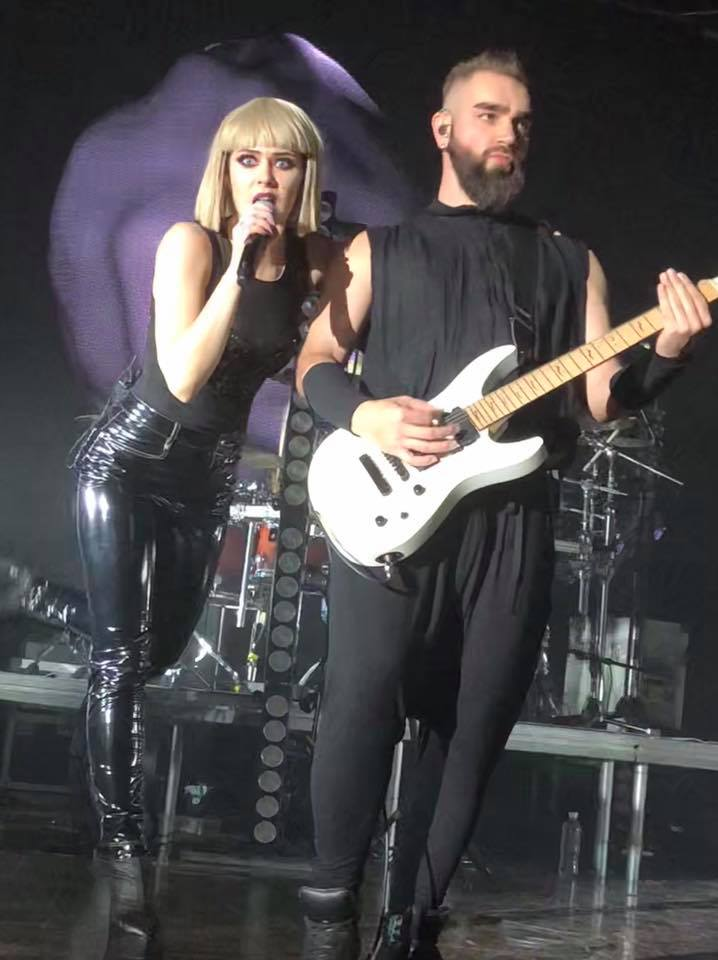
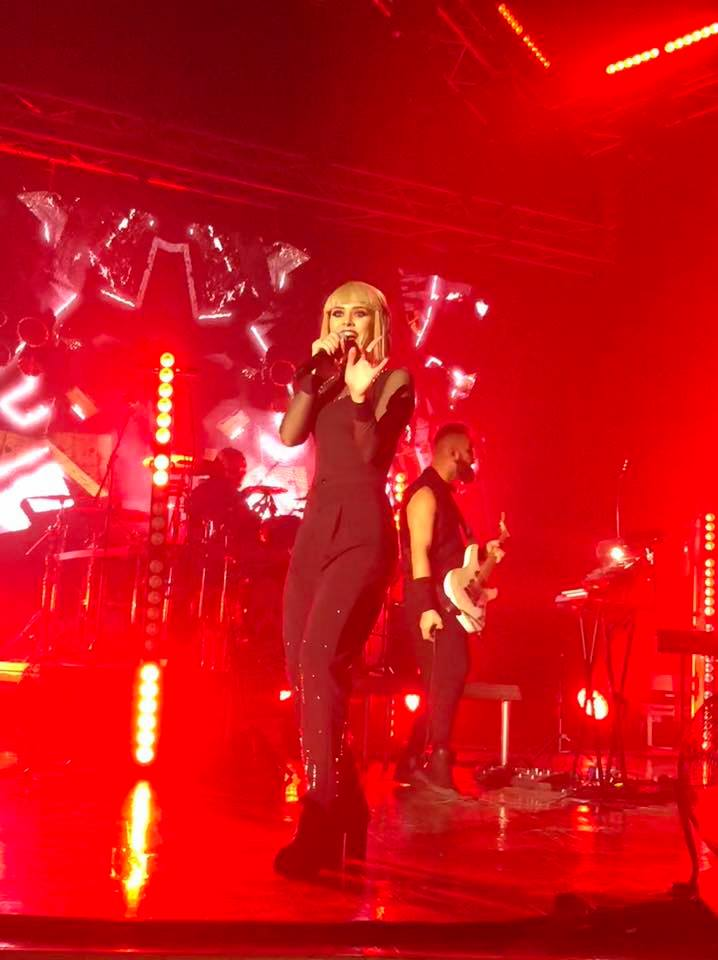
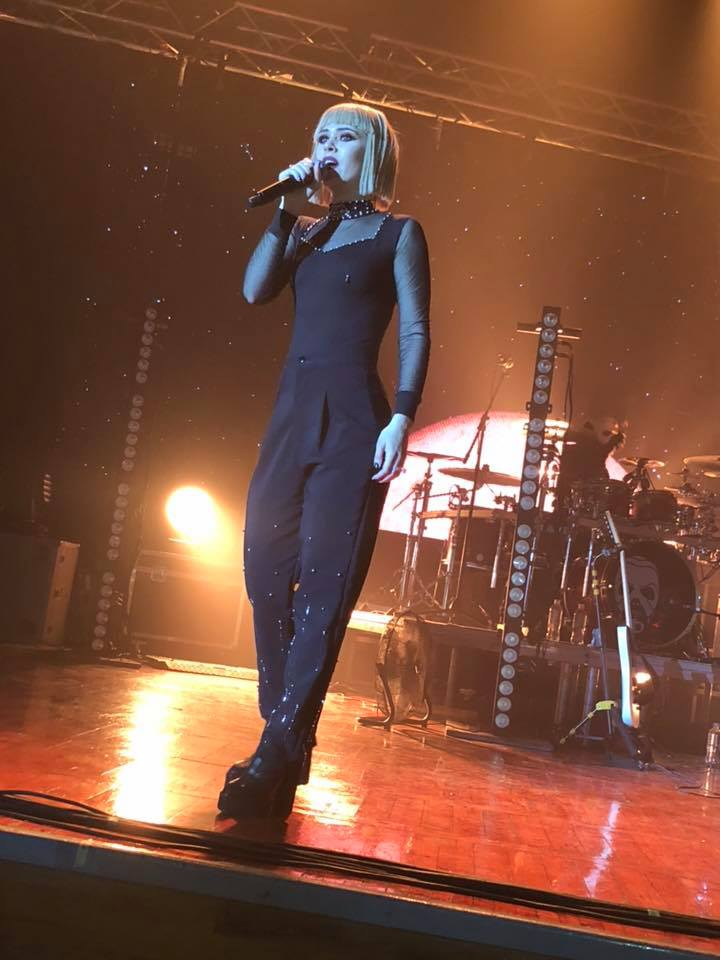
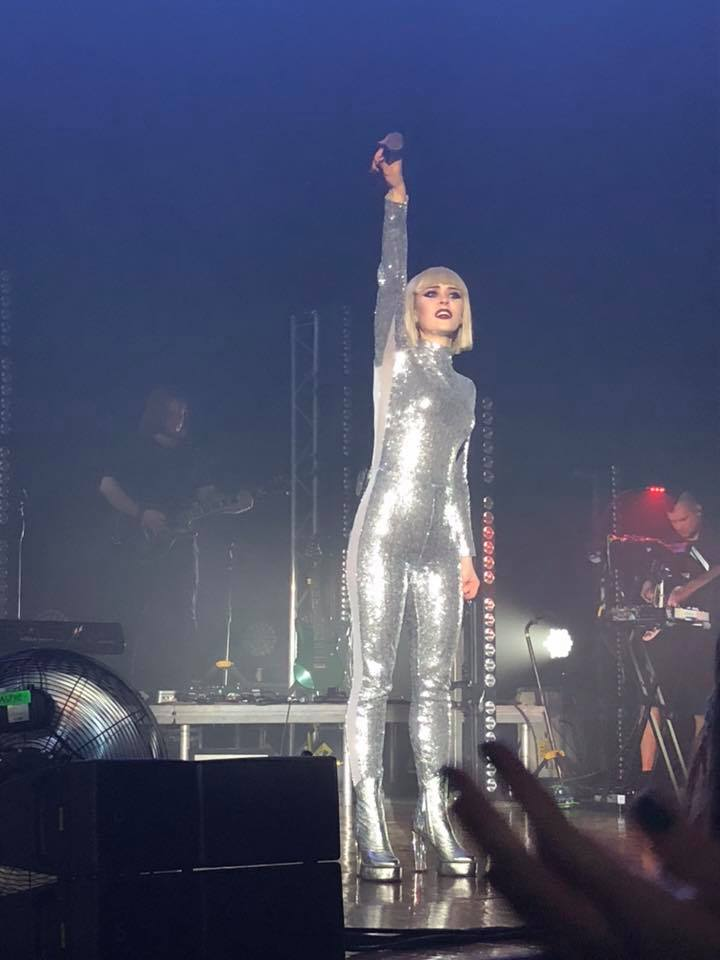
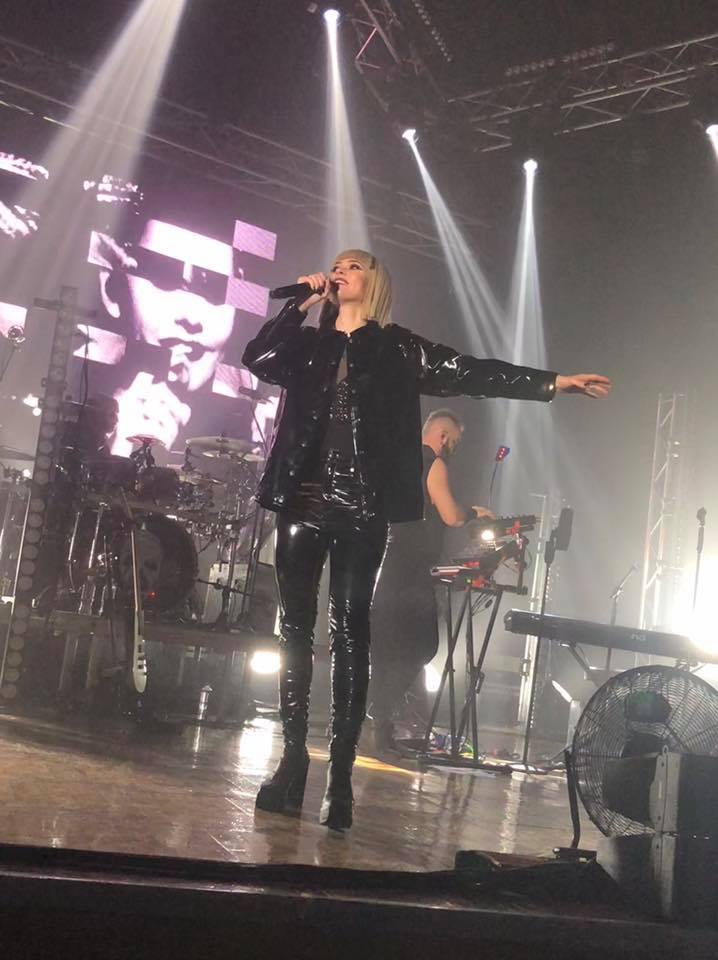

### 2019 год: Тур «Акустика»
13 мая 2019 года была выпущена и поступила в продажу на официальном сайте группы виниловая пластинка с альбомом «Залізна ластівка»
В августе группа начала съёмки нового клипа на песню «Жива», которая войдет в четвёртый студийный альбом группы, ожидающийся в 2021 году. 23 сентября был представлен тизер клипа, а через 2 дня, 25 сентября, на Youtube-канале The Hardkiss была выпущена песня и клип на неё.
7 октября группа начала тур по городам Украины с новой программой '«Акустика»'. Программа включает в себя композиции из разных отрезков творчества группы, исполненные под живые инструменты. Концерты тура состоятся до 4 ноября в Харькове, Запорожье, Днепре, Одессе, Николаеве, Львове и Киеве. 25 октября было объявлено, что все билеты на тур проданы.
12 декабря 2019 года вышла песня и клип в дуэте с Тиной Кароль «Вільна». Песня стала саундтреком к украинскому фильму «Віддана».
24 декабря 2019 года на YouTube-канале «The Hardkiss» было опубликовано живое выступление группы в Национальном дворце искусств «Украина» с песнями «Helpless» и «Щедрик», исполненными в рамках тура.
Было объявлено, что это выступление войдёт в следующий концертный альбом группы под названием «Акустика. Live», релиз которого запланирован на начало 2020 года.

### 2020 год: Альбом «Акустика. Live»
28 января на YouTube-канале «The Hardkiss» было опубликовано второе концертное выступление группы с песней «Коханці». Акустическая версия песни станет второй в предстоящем альбоме. 30 июня было выпущено полное акустическое шоу к новому альбому «Акустика. Live». В него входят 6 песен и 2 аудио песен.

### 2021 год: Четвёртый студийный альбом «Жива і не залізна»
1 марта 2021 года состоялся тизер на новый клип «Обійми», который будет входить в новый украиноязычный альбом, ожидавшийся в этом году. 3 марта состоялась премьера клипа.
21 мая состоялась премьера четвёртого студийного альбома «Жива і не залізна».

## Дискография

### Альбомы
- 2014 — «Stones and Honey»
- 2017 — «Perfection is a Lie»
- 2018 — «Залізна Ластівка»
- 2020 — «Акустика. Live»
- 2021 — «Жива і не залізна»

### EP
- 2015 — «Cold Altair»[36]

### Синглы
| - 2011 — «Babylon» - 2011 — «Dance With Me» - 2012 — «Make Up» - 2012 — «October» - 2013 — «Part Of Me» - 2013 — «In Love» - 2013 — «Under The Sun» - 2013 — «Shadows Of Time» - 2013 — «Tell Me Brother» - 2014 — «Hurricane» - 2014 — «Stones» - 2014 — «Strange Moves» (feat. Kazaky) - 2014 — «Прірва» - 2014 — «Japanese Dancer» - 2015 — «PiBiP» - 2015 — «Organ» - 2015 — «Tony, Talk!» | - 2016 — «Helpless» - 2016 — «Perfection» - 2016 — «Rain» - 2016 — «Closer» - 2017 — «Антарктида» - 2017 — «Журавлi» - 2017 — «Lovers» - 2017 — «Кораблі» - 2018 — «Мелодія» - 2018 — «Free Me» - 2018 — «Коханцi» - 2019 — «Серце» - 2019 — «Хто, як не ти?» - 2019 — «Жива» - 2020 — «Косатка» - 2020 — «Гора» - 2020 — «Кобра» (feat. MONATIK) - 2020 — «Все було так» - 2021 — «Обійми» - 2021 — «7 вітрів» - 2021 — «Сестра» - 2022 — «Як ти?» - 2022 — «Маяк» |

## Винил

### Альбомы
- 2014 — Stones and Honey[37]
- 2015 — Cold Altair (EP)
- 2017 — Perfection is a Lie
- 2018 — Залізна Ластівка
- 2020 — Акустика. Live
- 2021 — Жива і не залізна

## Музыкальные клипы
| Год  | Название                       | Альбом                | Продюсер                   |
| ---- | ------------------------------ | --------------------- | -------------------------- |
| 2011 | «Babylon»                      | «Stones and Honey»    | Валерий Бебко              |
| 2012 | «Dance with Me»                | «Stones and Honey»    | Валерий Бебко              |
| 2012 | «Make Up»                      | «Stones and Honey»    | Валерий Бебко              |
| 2012 | «October»                      | «Stones and Honey»    | Валерий Бебко              |
| 2013 | «Part of Me»                   | «Stones and Honey»    | Валерий Бебко              |
| 2013 | «In Love»                      | «Stones and Honey»    | Валерий Бебко              |
| 2013 | «Under the Sun»                | «Stones and Honey»    | Аудио                      |
| 2013 | «Shadows of Time»              | «Stones and Honey»    | Любомир Левицкий           |
| 2014 | «Hurricane»                    | «Stones and Honey»    | Валерий Бебко              |
| 2014 | «Stones»                       | «Stones and Honey»    | Валерий Бебко              |
| 2014 | «Bonus»                        | «Stones and Honey»    | Валерий Бебко              |
| 2014 | «Blues»                        | «Stones and Honey»    | Валерий Бебко              |
| 2014 | «Only Once»                    | «Stones and Honey»    | Валерий Бебко              |
| 2014 | «Little Girl»                  | «Stones and Honey»    | Валерий Бебко              |
| 2014 | «Strange Moves» (feat. KAZAKY) | «Stones and Honey»    | Валерий Бебко              |
| 2014 | «Japanese Dancer»              | «Stones and Honey»    | Валерий Бебко              |
| 2014 | «Tell Me Brother»              | «Stones and Honey»    | Валерий Бебко              |
| 2014 | «Прірва»                       | «Stones and Honey»    | Валерий Бебко              |
| 2015 | «Altair»                       | «Cold Altair»         | Валерий Бебко              |
| 2015 | «Shadows of Light»             | «Cold Altair»         | Валерий Бебко              |
| 2015 | «Doctor Thomases»              | «Cold Altair»         | Валерий Бебко              |
| 2015 | «Organ»                        | «Cold Altair»         | Валерий Бебко              |
| 2015 | «Tony Talk»                    | «Cold Altair»         | Валерий Бебко              |
| 2015 | «PiBiP»                        | «Perfection Is a Lie» | Валерий Бебко              |
| 2016 | «Helpless»                     | «Perfection Is a Lie» | Валерий Бебко              |
| 2016 | «Perfection»                   | «Perfection Is a Lie» | Валерий Бебко              |
| 2016 | «Rain»                         | «Perfection Is a Lie» | Александр Стеколенко       |
| 2016 | «Closer»                       | «Perfection Is a Lie» | Аудио                      |
| 2017 | «A2»                           | «Perfection Is a Lie» | Аудио                      |
| 2017 | «Hummer»                       | «Perfection Is a Lie» | Аудио                      |
| 2017 | «Антарктида»                   | «Perfection Is a Lie» | Игорь Стеколенко           |
| 2017 | «Журавлі»                      | «Залізна ластівка»    | Валерий Бебко              |
| 2017 | «Lovers»                       | «Залізна ластівка»    | Norton                     |
| 2017 | «Кораблі»                      | «Залізна ластівка»    | Валерий Бебко              |
| 2018 | «Мелодія»                      | «Залізна ластівка»    | Валерий Бебко              |
| 2018 | «Free me»                      | «Залізна ластівка»    | Валерий Бебко              |
| 2018 | «Коханці»                      | «Залізна ластівка»    | Валерий Бебко              |
| 2018 | «00:00»                        | «Залізна ластівка»    | Аудио                      |
| 2018 | «Де ти є»                      | «Залізна ластівка»    | Аудио                      |
| 2018 | «Астронавт»                    | «Залізна ластівка»    | Аудио                      |
| 2018 | «Does it Feel»                 | «Залізна ластівка»    | Аудио                      |
| 2018 | «Forever More»                 | «Залізна ластівка»    | Аудио                      |
| 2018 | «Complicity»                   | «Залізна ластівка»    | Аудио                      |
| 2018 | «Привіт»                       | «Залізна ластівка»    | Аудио                      |
| 2018 | «Море»                         | «Залізна ластівка»    | Аудио                      |
| 2018 | «Антромеда»                    | «Залізна ластівка»    | Аудио                      |
| 2018 | «Бувай»                        | «Залізна ластівка»    | Аудио                      |
| 2019 | «Серце»                        | «Залізна ластівка»    | Валерий Бебко, Юлия Санина |
| 2019 | «Хто як не ти»                 | «Залізна ластівка»    | Валерий Бебко, Юлия Санина |
| 2019 | «Жива»                         | «Жива і не залізна»   | Митти Мисюра               |
| 2020 | «Косатка»                      | «Жива і не залізна»   | Валерий Бебко              |
| 2020 | «Гора»                         | «Жива і не залізна»   | Митти Мисюра               |
| 2020 | «Кобра» (feat. MONATIK)        | «Жива і не залізна»   | Валерий Бебко              |
| 2020 | «Все було так»                 | «Жива і не залізна»   | Валерий Бебко              |
| 2021 | «Обійми»                       | «Жива і не залізна»   | Катя Царик                 |
| 2021 | «Жоржина»                      | «Жива і не залізна»   | Аудио                      |
| 2021 | «Дівчина»                      | «Жива і не залізна»   | Аудио                      |
| 2021 | «Сестра»                       | «Жива і не залізна»   | Валерий Бебко              |
| 2021 | «7 вітрів»                     | «Жива і не залізна»   | Валерий Бебко              |
| 2022 | «Як ти?»                       | «TBA»                 | Валерий Бебко              |
| 2023 | «Маяк?»                        | «TBA»                 | Валерий Бебко              |

## Награды и номинации
| Год  | Премия           | Номинант                | Категория                        | Результат |
| ---- | ---------------- | ----------------------- | -------------------------------- | --------- |
| 2013 | Yuna             | «Make Up»               | Видеоклип года                   | Победа    |
| 2013 | Yuna             | The Hardkiss            | Открытие года                    | Победа    |
| 2014 | Yuna             | The Hardkiss            | Группа года                      | Номинация |
| 2015 | Yuna             | The Hardkiss            | Группа года                      | Номинация |
| 2015 | Yuna             | The Hardkiss & Kazaky   | Дуэт года                        | Номинация |
| 2015 | Yuna             | Stones And Honey        | Альбом года                      | Победа    |
| 2015 | Yuna             | «Stones»                | Песня года                       | Победа    |
| 2015 | Yuna             | «Stones»                | Видеоклип года                   | Номинация |
| 2015 | Yuna             | Юлия Санина и Вал Бебко | Композитор года                  | Номинация |
| 2016 | Yuna             | The Hardkiss            | Рок-группа года                  | Номинация |
| 2016 | Yuna             | Егор Кирьянов           | Лучший менеджмент                | Номинация |
| 2016 | M1 Music Awards  | The Hardkiss            | Альтернатива                     | Победа    |
| 2017 | Yuna             | The Hardkiss            | Рок-группа года                  | Победа    |
| 2017 | Yuna             | The Hardkiss.Five       | Шоу года                         | Победа    |
| 2017 | Yuna             | Cold Altair             | Альбом года                      | Номинация |
| 2017 | Yuna             | Егор Кирьянов           | Лучший менеджмент                | Номинация |
| 2017 | M1 Music Awards  | The Hardkiss            | Альтернатива                     | Победа    |
| 2017 | M1 Music Awards  | «Журавлi»               | Dance Parade                     | Номинация |
| 2018 | Yuna             | «Журавлi»               | Лучшая песня на украинском языке | Победа    |
| 2018 | Yuna             | The Hardkiss            | Лучшая рок-группа                | Победа    |
| 2018 | Yuna             | «Антарктида»            | Лучшая песня                     | Номинация |
| 2018 | Yuna             | «Журавлi»               | Лучшая песня                     | Номинация |
| 2018 | Yuna             | Perfection Is A Lie     | Лучший альбом                    | Номинация |
| 2018 | Yuna             | Егор Кирьянов           | Лучший менеджмент                | Номинация |
| 2018 | Золота жар-птиця | «Журавлi»               | Баллада года                     | Победа    |
| 2018 | Золота жар-птиця | The Hardkiss            | Лучшая рок-группа                | Номинация |
| 2019 | M1 Music Awards  | «Коханці»               | Рок, только рок!                 | Номинация |
| 2019 | Yuna             | «Жива»                  | Лучшая песня                     | Номинация |
| 2019 | Yuna             | «Жива»                  | Лучший видеоклип                 | Номинация |
| 2019 | Yuna             | «Коханці»               | Лучший видеоклип                 | Номинация |
| 2020 | Золота Жар-птиця | «Жива»                  | Рок-группа                       | Номинация |
| 2020 | Золота Жар-птиця | «Жива»                  | Баллада года                     | Номинация |
| 2020 | Золота Жар-птиця | «Жива»                  | Песня года                       | Победа    |
| 2021 | Yuna             | The Hardkiss            | Лучшая рок-группа                | Победа    |
| 2021 | Yuna             | «Акустика»              | Лучшее концертное шоу            | Победа    |
| 2021 | Yuna             | «Вільна»                | Лучшая коллаборация              | Победа    |
| 2021 | Yuna             | «Вільна»                | Лучший саундтрек к фильму        | Победа    |
| 2021 | Yuna             | Егор Кирьянов           | Лучший менеджмент                | Победа    |